# Грей, Альберт
А́льберт Ге́нри Джордж Грей (англ. Albert Henry George Grey, 28 ноября 1851, Сент-Джеймсский дворец, Лондон — 29 августа 1917, Хоуик, Ланкашир), 4-й граф Грей — британский политик. Депутат Палаты общин в 1880—1886 годах, администратор Родезии в 1896—1897 годах, девятый генерал-губернатор Канады (с 1904 по 1911 год). Канцлер ордена Святого Михаила и Святого Георгия (1916—1917).

## Биография
Альберт Грей родился в 1851 году в Лондоне в семье Чарльза Грея и Каролины Элизы Фаркуар, став их вторым сыном. Его отец был личным секретарём сначала принца Альберта, а затем самой королевы Виктории, и мальчик вырос при Сент-Джеймсском дворе. Альберт, росший трудолюбивым и идеалистичным юношей, окончил сначала школу Хэрроу, а затем, в 1873 году, Тринити-колледж в Кембриджском университете (в 1879 году получив степень магистра права).

### Начало общественной и политической карьеры
В качестве секретаря Генри Бартла Фрера, члена Индийского совета, Грей побывал в Индии в составе свиты принца Уэльского. В 1877 году он женился на Элис Холфорд, которая родила ему трёх дочерей и сына. По возвращении на родину он занялся политикой, присоединившись к Либеральной партии. Свои первые выборы в Палату общин в 1878 году Грей проиграл, но с 1880 по 1886 года заседал в парламенте как депутат сначала от Южного Нортумберленда, а потом от Тайнсайда. В парламенте он возглавлял небольшую группу, известную как Комитет Грея и выступавшую в поддержку ряда прогрессивных социальных и политических идей; среди этих идей были поддержка сотрудничества между производителем и потребителем, участие рабочих в прибылях промышленных предприятий, развитие технического образования, пропаганда трезвости (сам Грей в частности стал учредителем Треста публичных зданий, финансировавшего пабы, торгующие безалкогольными напитками), церковная реформа и пропорциональная избирательная система. Грей также был энтузиастом городского благоустройства; он вкладывал деньги в проекты по модернизации Лондона, на это же шла часть доходов от его безалкогольных пабов.
К середине 1880-х годов Грей, находясь под впечатлением работ итальянского националиста Джузеппе Мадзини, стал убеждённым сторонником имперского строя и вступил в Лигу имперской федерации. В 1886 году, разойдясь во взглядах с гладстоновскими либералами по вопросу о самоуправлении для Ирландии, он перешёл в партию либерал-юнионистов, а затем принял предложение Сесила Родса войти в состав Британско-Южноафриканской компании, которую они оба рассматривали как средство расширения влияния Британской империи. Грей был связующим звеном между Родсом и министром по делам колоний Джозефом Чемберленом как до, так и после авантюрного рейда Джеймсона, чей пост администратора Родезии он занял в результате этих событий.
Через три года после возвращения в Англию из Южной Африки, Альберт Грей унаследовал титул и имение своего дяди в Нортумберленде, в 1899 году став лордом-наместником Нортумберленда. В этом качестве он продолжал реализовать свои имперские идеи, активно участвуя в частности в развитии кадетского движения и образовательной деятельности фонда Родса, одним из попечителей которого стал.

### Генерал-губернатор Канады
Собственные финансовые дела лорда Грея вследствие неудачных инвестиций в Южной Африке пребывали в упадке, так что когда в 1904 году возникла идея о его назначении генерал-губернатором Канады, его содержание взяла на себя родня жены. Грей, о чьём назначении было официально объявлено в сентябре 1904 года, сменил на посту генерал-губернатора своего зятя графа Минто и приступил к своим новым обязанностям в декабре того же года.
С самого начала пребывания в должности Грей действовал в соответствии со своими представлениями о Канаде как о ключевом элементе в планах распространения Британской империи. Он в частности предпринимал значительные усилия, убеждая премьер-министра Канады Вильфрида Лорье в необходимости создания канадского военно-морского флота, на что тот согласился не сразу и по другим причинам. Хотя Грей и поддерживал принципы канадского суверенитета, его давление на Лорье в вопросе создания ВМФ многими рассматривалось как вмешательство британского чиновника во внутренние дела страны. В результате законодательный акт 1910 года об основании Королевского канадского военно-морского флота получил презрительное прозвище «Закон Грея» и активное противодействие квебекских националистов во главе с Анри Бурасса. Во многом благодаря настояниям Грея в Канаде в 1909 году было также создано собственное министерство иностранных дел. В то же время неудачей окончились все попытки генерал-губернатора убедить Лорье поддержать проект Джозефа Чемберлена по созданию постоянного имперского совета, координирующего межколониальную политику в вопросах безопасности и налогообложения.

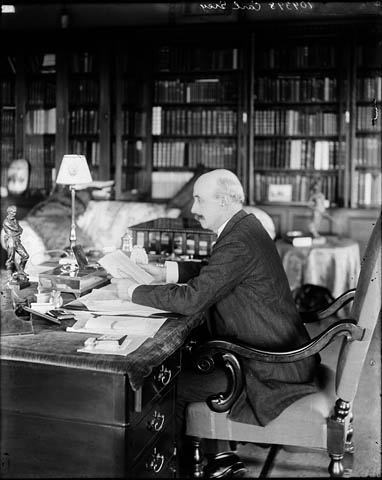
Генерал-губернатор Канады в своём рабочем кабинете в Ридо-холле, 1909 год

Имперская идеология диктовала и отношение Грея к иммиграции в Канаду. Он в частности поддерживал планы Армии Спасения по переселению и перевоспитанию английских правонарушителей в Канаде. Отношение генерал-губернатора к иммиграции из стран Азии менялось по ходу его пребывания в должности. Первоначально он всячески поощрял такую иммиграцию из Китая и Индии (в частности рассматривая выходцев оттуда как пополнение рядов рабочих и наёмных слуг). В условиях, когда канадское правительство старалось ограничить массовый приток азиатских иммигрантов, это создавало трения между генерал-губернатором и правительством. Грей также лично организовал визит в Канаду японского принца Фусими Саданару в 1907 году. Однако после окончания Русско-японской войны он начал опасаться «жёлтой угрозы» и вместе с канадским правительством искал дипломатически приемлемую альтернативу «подушного налога», сдерживавшего иммиграцию из Азии. К франкоязычным канадцам генерал-губернатор относился лояльно, вслед за предшественником предпринимая шаги по сближению англоговорящей и франкофонной элит и сохранению культурного и исторического наследия Квебека. Тем не менее он проявил редкое непонимание чувств франкоканадцев, когда в процессе подготовки к трёхсотлетию города Квебека санкционировал приобретение правительством Полей Авраама и превращение их в памятник национальной истории. Празднование трёхсотлетия Квебека по его инициативе превратилось в фестиваль англо-франко-американской дружбы, но в его рамках акцентировалась роль британцев в ущерб историческому вкладу французов, в том числе Самюэля де Шамплена.
Более успешными в дипломатическом отношении были действия Грея по урегулированию канадско-американских противоречий, вызванных спором о границе Аляски, а также разногласиями по вопросам о правах на рыбную ловлю и тюлений промысел в северных и внутренних водах. Венцом его усилий стало подписание в 1909 году Договора о водных границах между Канадой и США и создание постоянной совместной комиссии по разрешению будущих противоречий.
В годы пребывания лорда Грея на посту генерал-губернатора Канады статус провинций Канадской конфедерации получили Альберта и Саскачеван; он лично заложил первые камни зданий их новых законодательных ассамблей во время своей поездки на запад страны в 1909 году. Он был первым генерал-губернатором, посетившим Ньюфаундленд, который он пригласил вступить в конфедерацию. В условиях, когда и канадское, и ньюфаундлендское правительство относилось к этой идее без воодушевления, генерал-губернатор даже попытался сместить антиконфедеративный кабинет Роберта Бонда, предложив взамен ньюфаундлендскому премьеру титул пэра, однако не достиг успеха.
Грей внёс большой вклад в развитие культуры Канады и внешнего облика её городов. Он основал Греевский конкурс музыки и драмы, впервые прошедший в 1907 году; его жена проводила другой конкурс — на самые красивые сады в Оттаве. По рекомендации Грея в Оттаве в непосредственной близости от центральной железнодорожной станции началось сооружение гранд-отеля, ныне известного как «Шато-Лорье». В 1910 году генерал-губернатор пожертвовал деньги на возведение в Квебеке памятника национальному герою франкоканадцев Адаму Доллару де Ормо. Он поощрял и развитие спорта в Канаде, учредив ряд призов в разных видах спорта (включая конный спорт и фигурное катание), самым известным из которых является Кубок Грея в канадском футболе, ежегодно разыгрываемый до настоящего времени. Благодаря настоянию Грея в канадских школах наряду с кадетскими отрядами для мальчиков были созданы аналогичные организации для девочек.
Срок полномочий лорда Грея в должности генерал-губернатора Канады должен был истечь в сентябре 1910 года. Однако ему пришлось задержаться на этом посту на год; причин было две — невозможность его преемника, герцога Коннаутского, немедленно приступить к работе и необходимость присутствия генерал-губернатора в период парламентских выборов, на чём настаивал премьер-министр Лорье. Этот год выдался для Грея особенно тяжёлым — именно в этот период нападки на него в Квебеке в связи с планами создания канадского ВМФ были особенно ожесточёнными. На выборах 1911 года, одной из основных тем которых была продвигаемая правящей Либеральной партией и поддерживаемая генерал-губернатором программа свободной торговли с Соединёнными Штатами, победила консервативная оппозиция во главе с Робертом Борденом. Перед отъездом Грей продал новому правительству так называемый Государственный экипаж — карету-ландо, которую он сам приобрёл ранее у генерал-губернатора Австралии и которая используется на официальных торжествах до настоящего времени.

### Последние годы жизни
Вернувшись в Англию в 1911 году, лорд Грей продолжал вести активную общественную жизнь, выступая в поддержку социального прогресса и развития образования. В эти годы он возглавлял Королевский колониальный институт (ныне Общество Британского Содружества) и вёл кампанию за создание в Лондоне центра по связям между доминионами — эта цель, однако, так и не была достигнута. В 1912 году Грей снова посетил Южную Африку, чтобы присутствовать при открытии памятника Сесилу Родсу.
В 1916 году Альберт Грей был произведён в канцлеры ордена Святого Михаила и Святого Георгия. Он умер в своём имении Хоуик в Ланкашире в 1917 году, оставив после себя жену, сына и двух дочерей.